# Joseph Marzell Hoffmann
Joseph Marzell Hoffmann (Rorschach, 20 ottobre 1809 – Rorschach, 13 agosto 1888) è stato un avvocato e politico svizzero.

## Biografia
Figlio di Karl Anton von Hoffmann, commerciante di tele di lino. Sposò Susette Huber, figlia di Johann Jakob Christian, commerciante. Dopo la scuola superiore cattolica di San Gallo, studiò diritto a Innsbruck, Friburgo in Brisgovia, Heidelberg e Monaco. Avvocato a Berna, fu segretario del Dipartimento di giustizia sangallese dal 1834 al 1837, giudice della Corte di cassazione dal 1843 al 1849 e nel 1851 e Consigliere di Stato di San Gallo dal 1851 al 1859 e dal 1863 al 1870.
Membro del consiglio amministrativo cattolico dal 1837 al 1842 e del Gran Consiglio dal 1843 al 1870, fu inoltre inviato alla Dieta federale nel 1848 e Consigliere nazionale dal 1846 al 1866 in rappresentanza della sinistra e poi, dal 1863, del centro. Sul piano cantonale, quale liberale radicale e sostenitore di una Chiesa di Stato sul modello giuseppinista dagli anni 1840-50, si impegnò principalmente a favore dell'affrancamento dell'istruzione pubblica dalla tutela delle autorità religiose.